# Окупация на Япония
Окупацията на Япония от 1945 до 1952 година е период след Втората световна война, в който дотогавашната Японска империя е окупирана от Съюзниците. Това е единственият период в японската история, когато страната е окупирана от чужди сили.
Японските острови са окупирани от Съединените щати, които установяват там военна администрация, оглавена от върховния командващ на съюзническите сили Дъглас Макартър. През следващите години в страната е установена конституционна монархия и окупацията в по-голямата част от нея е прекратена с Договора от Сан Франциско от 1952 година. Американците запазват контрола си над Иво Джима до 1968 година и над островите Рюкю с Окинава до 1972 година.
Задморските територии на Японската империя са предадени на други страни – Съветският съюз анексира Южен Сахалин и южните Курилски острови и окупира Квантунската област и северната част на Корея, които по-късно предава на Китай (1955) и новосъздадената държава Северна Корея (1948). Южната част на Корея е окупирана от Съединените щати, които създават там държавата Южна Корея (1948). Американците окупират и редица острови в Тихия океан, които през 1947 година са превърнати в подопечна територия на ООН под тяхна администрация. Република Китай анексира Тайван и островите Спратли.